# Bestune Pony
Bestune Pony — городской электромобиль китайского производителя Bestune — суббренда компании FAW.

## Описание

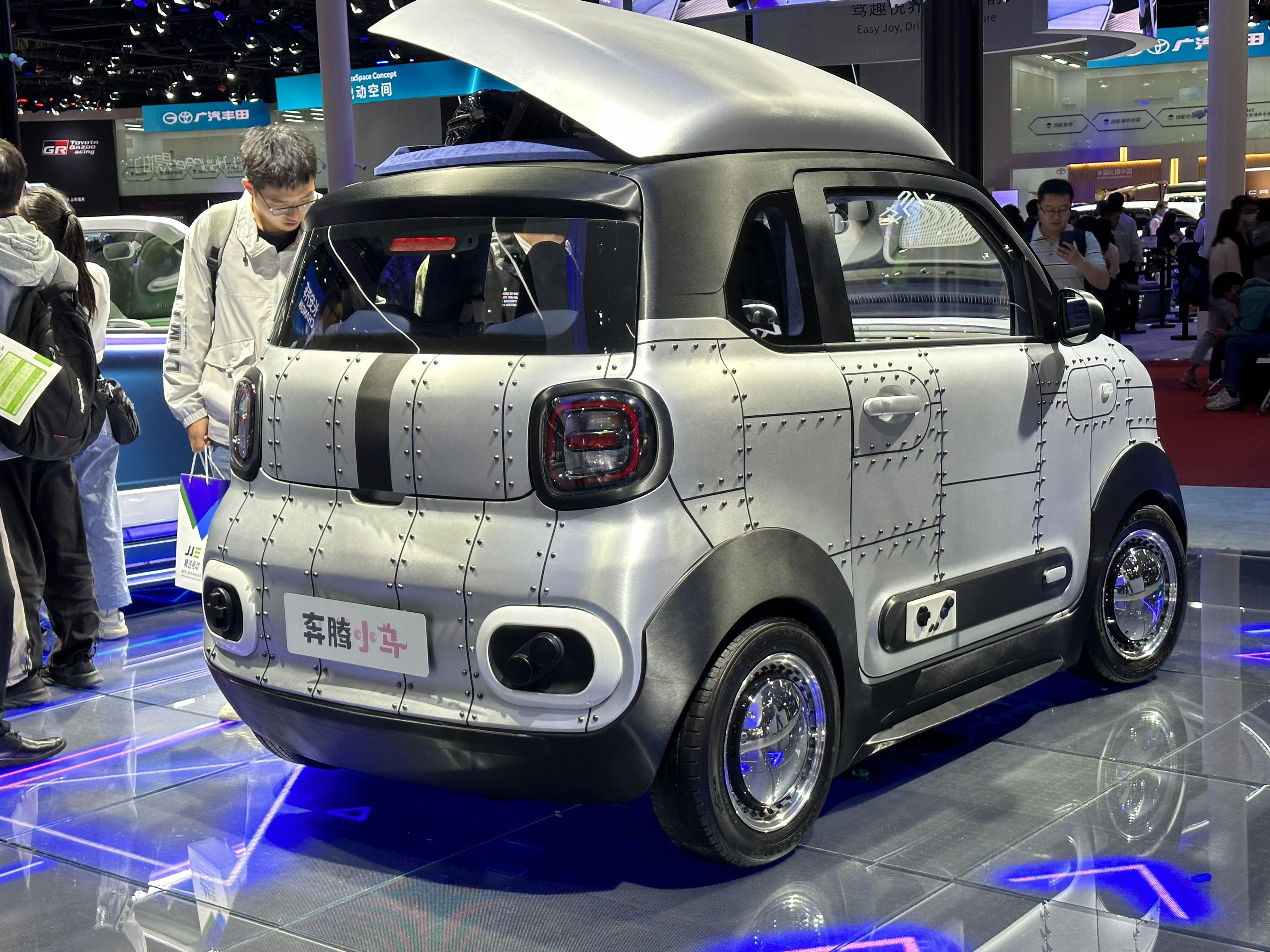
Вид сзади

Впервые Bestune Pony был представлен в апреле 2023 года на Шанхайском автосалоне. Предсерийная модель покрыта различными наклейками, украшениями и дополнительными панелями.
Официально Bestune Pony дебютировал в сентябре 2023 года. Его стиль в значительной степени превосходит эстетику Wuling.
Характерные квадратные пропорции были дополнены двухцветной окраской кузова с большими фарами и задними фонарями, а также дополнительными полосками овальной формы на бамперах и дверях и относительно небольшими колёсами. Автомобиль также оснащён обширным пакетом аксессуаров, таких как багажник на крыше. Пассажирский салон имеет минималистичный дизайн с приборной панелью, ограниченной минимумом индикаторов и двухспицевым рулевым колесом.

## Технические характеристики
Bestune Pony оснащён электродвигателем мощностью 27 л. с. На выбор предлагаются три аккумуляторных блока LFP: 9,4 кВт⋅ч, 10 кВт⋅ч или же 14 кВт⋅ч. Запас хода по циклу CLTC варьируется от 122 до 170 км.